# 國立代代木競技場

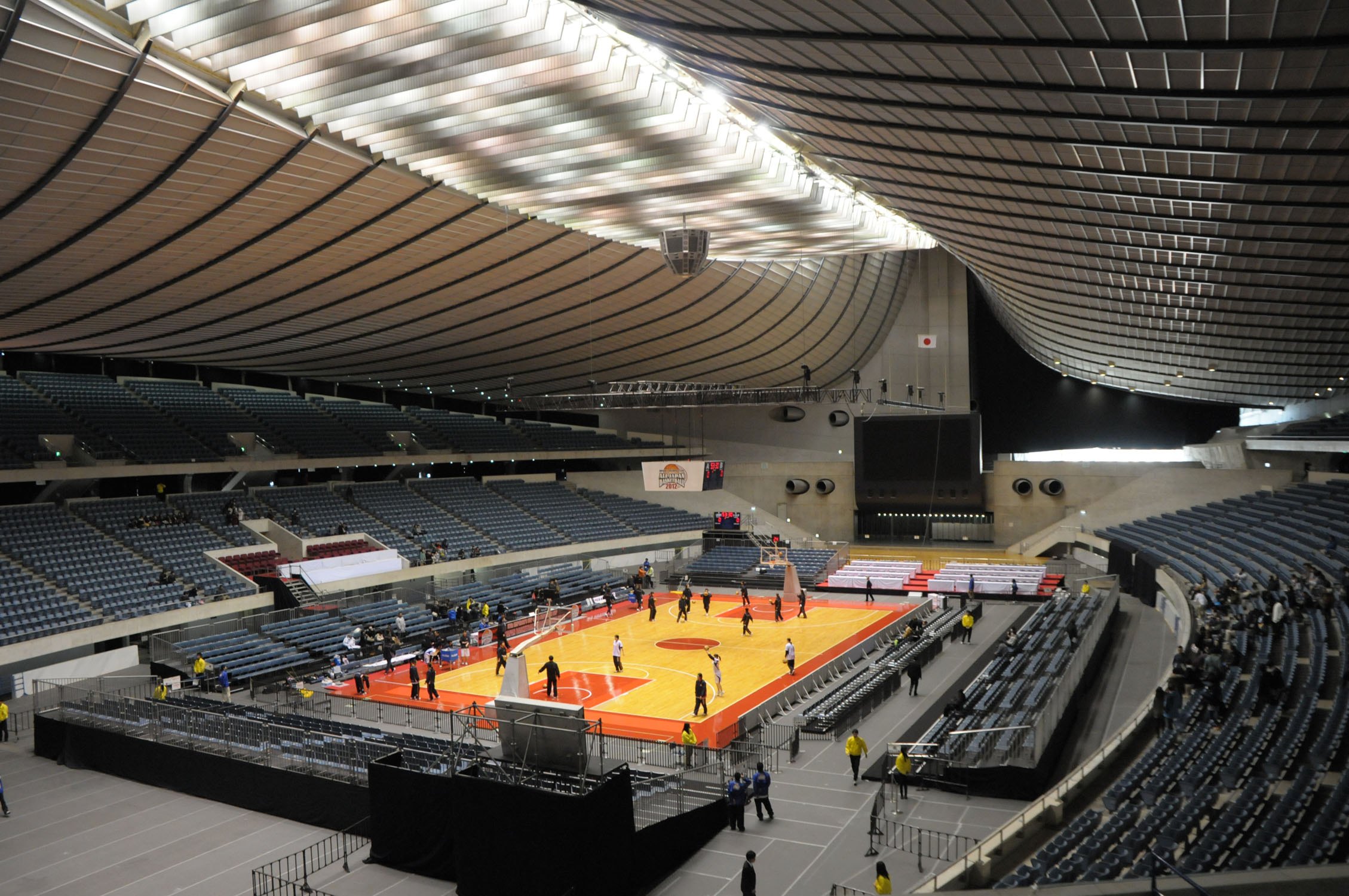
第一體育館內景

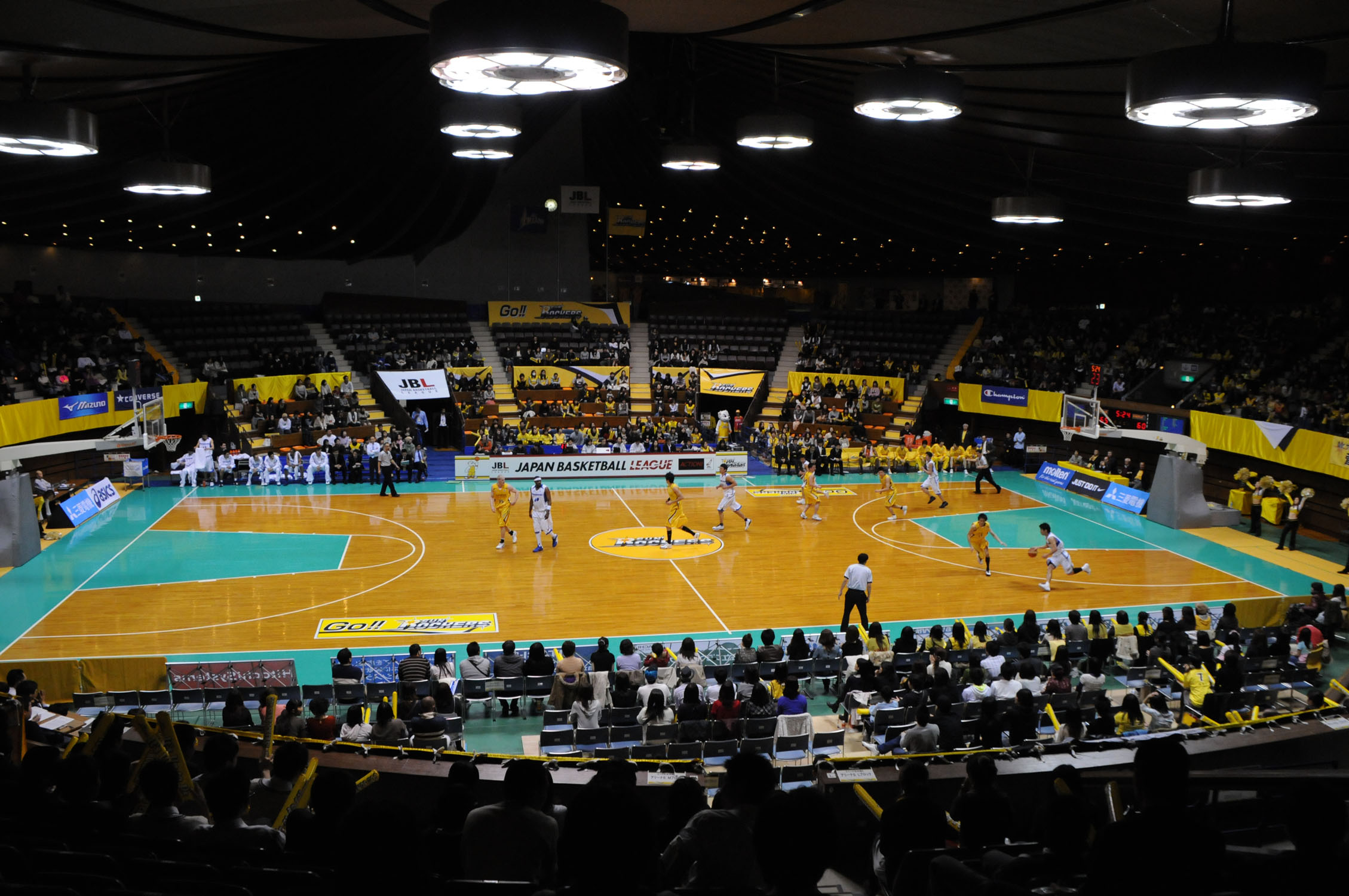
第二體育館內景

35°40′03″N 139°42′01″E / 35.66750°N 139.70028°E
國立代代木競技場（日语：／ Kokuritsu Yoyogi Kyōgijō */?）是位於日本東京代代木公園的體育館，分為第一體育館、第二體育館兩個部分。兩者亦通稱為「代代木○○（第一、第二）體育館」。現與國立競技場同由日本體育振興中心管理。

## 历史
國立代代木競技場由日本名建築師丹下健三所設計，建造時間為1961年至1964年，為了作為1964年東京奧運游泳與跳水的場館。全部可容納10,500人，現在主要作為冰上曲棍球與籃球的比賽場所，也是熱門的演唱會、時尚秀等藝文活動的舉行場地。
2010年世界柔道錦標賽與2011年世界花式滑冰錦標賽都在國立代代木競技場舉行。亦為2011年世界競技體操錦標賽的訓練場館。2020年夏季奧林匹克運動會手球比賽、2020年夏季帕拉林匹克運動會輪椅橄欖球比賽和2020年夏季帕拉林匹克運動會羽球比賽於此舉行。
第一體育館與第二體育館在2021年，獲指定為日本重要文化財。

## 常態比賽

### 第一體育館
- 全國高等學校排球選拔優勝大會
- 世界盃排球賽（原日本盃排球賽）
- K-1
- K-1 WORLD MAX

### 第二體育館
- 全日本職業摔角

## 外部連結
- 官方網站（页面存档备份，存于）

| 前任： 和平友誼體育場 比雷埃夫斯     | 世界男子排球錦標賽 決賽場館 1998 | 繼任： 月光公園體育館 布宜諾斯艾利斯 |
| 前任： 月光公園體育館 布宜諾斯艾利斯 | 世界男子排球錦標賽 決賽場館 2006 | 繼任： 帕拉羅托馬提卡體育館 羅馬     |
| 前任： Lake Charles Civic Center     | 終極格鬥冠軍賽場館 UFC 25        | 繼任： Five Seasons Events Center    |